# Lundenæs amt
Lundenæs amt (danska: Lundenæs Amt) var ett amt på den västra delen av halvön Jylland i västra Danmark. Amtet saknade städer, då både Herning, Skjern och Struer fick sina stadsprivilegier först under 1900-talet. Det administrerades från staden Ringkøbing, som trots att den inte ingick i amtet utgjorde residensstad.

## Administrativ historik
Lundenæs amt bildades när Danmarks län ersattes av amt 1662 och ersatte då det dåvarande slottslänet Lundenæs län.
Amtet upphörde i samband med amtsreformen 1793 då det, tillsammans med Bøvlings amt, till större delen blev en del av det då nybildade Ringkjøbings amt, medan den sydligaste delen (Øster Horne härad) fördes till det då nybildade Ribe amt. Sedan kommunreformen 2007 tillhör huvuddelen av området Region Mittjylland, medan den del som tidigare fördes till Ribe amt tillhör Region Syddanmark.

## Härader
Lundenæs amt omfattade fem härader:
- Bøllings härad
- Hammerums härad
- Hjerms Herred
- Nørre Horne härad (då kallat Nørre härad)
- Øster Horne härad (då kallat Østers härad)